# باهاس
باهاس (انگلیسی: Bauhaus) شرکت خرده‌فروشی سوئیسی است، که در سال ۱۹۶۰ تأسیس شد.